# Centerville (Caroline du Sud)
Pour les articles homonymes, voir Centerville.
Centerville est une census-designated place située dans le comté d'Anderson, dans l’État de Caroline du Sud, aux États-Unis. Lors du recensement de 2020, elle comptait 7 185 habitants.